# Charles de Hémard de Denonville
Charles de Hémard de Denonville, född 1493 i Denonville, död 23 augusti 1540 i Le Mans, var en fransk kardinal och biskop.

## Biografi
Charles de Hémard de Denonville var son till Pierre Hémard och Jeanne Frémiere. Han studerade vid Collège de Le Mans, där han blev iuris utriusque doktor. Han prästvigdes 1518 och blev senare sekreterare åt kardinal Adrian Gouffier de Boissy.
I januari 1531 utnämndes Hémard de Denonville till biskop av Mâcon. Två år senare utsågs han till Frankrikes ambassadör i Rom.
I december 1536 upphöjde påve Paulus III Hémard de Denonville till kardinalpräst med San Matteo in Merulana som titelkyrka. År 1540 reste han tillsammans med kardinal Jean du Bellay till Le Mans, där han insjuknade och avled. Kardinal Hémard de Denonville begravdes i Amiens katedral; hans hjärta begravdes i Le Mans katedral.